# Wretched/Indigesti
Wretched/Indigesti Split è uno split album delle band italiane Wretched e Indigesti.
Nel 2000 la SOA Records, etichetta romana molto attiva nel settore dell'hardcore punk, produsse  il disco tributo in cui le tracce degli Wretched furono suonate dai Cripple Bastards, mentre quelle degli Indigesti dai Comrades.

## Tracce

### Wretched
1. Schiavo del sistema
2. Promesse
3. Fino in fondo
4. Se me fregano
5. Il loro stato
6. Usa la tua rabbia

### Indigesti
1. No al sistema
2. Crea veleno
3. Mai
4. Polvere fastidiosa
5. Mass media
6. Detesta